# Кряка (комуна)
Кряка (рум. Creaca) — комуна у повіті Селаж в Румунії. До складу комуни входять такі села (дані про населення за 2002 рік):
- Борза (221 особа)
- Бребі (593 особи)
- Брустурі (192 особи)
- Віїле-Жакулуй (20 осіб)
- Жак (770 осіб)
- Кряка (492 особи) — адміністративний центр комуни
- Лупоая (295 осіб)
- Проденешть (264 особи)
- Чиглян (199 осіб)

Комуна розташована на відстані 378 км на північний захід від Бухареста, 13 км на схід від Залеу, 54 км на північний захід від Клуж-Напоки.

## Населення
За даними перепису населення 2002 року у комуні проживали 3046 осіб.
Національний склад населення комуни:
| Національність | Кількість осіб | Відсоток |
| -------------- | -------------- | -------- |
| румуни         | 2980           | 97,8%    |
| цигани         | 63             | 2,1%     |
| угорці         | 2              | 0,1%     |
| італійці       | 1              | < 0,1%   |

Рідною мовою назвали:
| Мова       | Кількість осіб | Відсоток |
| ---------- | -------------- | -------- |
| румунська  | 3011           | 98,9%    |
| циганська  | 32             | 1,1%     |
| угорська   | 2              | 0,1%     |
| італійська | 1              | < 0,1%   |

Склад населення комуни за віросповіданням:
| Релігія        | Кількість осіб | Відсоток |
| -------------- | -------------- | -------- |
| православні    | 2166           | 71,1%    |
| баптисти       | 421            | 13,8%    |
| п'ятдесятники  | 380            | 12,5%    |
| греко-католики | 10             | 0,3%     |
| римо-католики  | 2              | 0,1%     |
| не релігійні   | 2              | 0,1%     |
| реформати      | 1              | < 0,1%   |